# Carl Theodor von Piloty
Carl Theodor von Piloty (Múnich, Alemania, 1 de octubre de 1826-Ambach, a orillas del Lago de Starnberg, Baviera, 21 de julio de 1886) fue un pintor alemán historicista, el principal representante del Realismo pictórico en Alemania.
A Carl Theodor von Piloty se le reconoce como uno de los más importantes pintores del género histórico realista decimonónico, que buscaba una reproducción detallada de las escenas, evitando anacronismos. En 1840 fue admitido en la Academia de Bellas Artes de Múnich, donde fue alumno de Julius Schnorr von Carolsfeld. Después de un viaje por Bélgica, Inglaterra y Francia comenzó su trabajo como pintor de género. En 1853, su obra Die Amme (La Nodriza) causó sensación en Alemania por la originalidad de su estilo. Luego abandonó este tipo de obras para dedicarse por completo a los temas históricos.
En 1874 fue nombrado director de la Academia de Bellas Artes de Múnich. Entre sus pupilos se encuentran Franz von Lenbach, Franz Defregger, Rudolf Epp y Hans Makart.
Su monumental obra Allegorie Monachia puede verse en el Gran Salón del ayuntamiento de Múnich. Esta obra de 15,30 x 4,60 metros es considerada la pintura más grande de Baviera. En ella se ven a 128 personajes de la historia la ciudad de Múnich. Fue instalada en el ayuntamiento el 21 de julio de 1879, donde permaneció hasta 1959, cuando fue almacenada. En el año 2000 comenzó una restauración que duró cuatro años y que costó 500 000 euros. El 20 de septiembre de 2004 fue desvelada nuevamente.

## Obras
- Badende Mädchen ("Mujeres bañándose") (1849)
- Die Amme ("La nodriza") (1853)
- Darstellungen für das Maximilianeum in München (1854)
- Seni an der Leiche Wallensteins ("Seni junto al cadáver de Wallenstein") (1855, Múnich, Neue Pinakothek)
- Nero nach dem Brande Roms ("Nerón tras el incendio de Roma") (1860)
- Einzug der Kreuzfahrer in Jerusalem ("Entrada de los cruzados en Jerusalén") (1860)
- Maria Stuart beim Anhören ihres Todesurteils ("María Estuardo al oír su sentencia de muerte",1869, Múnich, Neue Pinakothek)
- Thusnelda im Triumphzug des Germanicus (1873, Múnich, Neue Pinakothek)
- Allegorie Monachia (1879, Múnich, Nueva Alcaldía)
- Caesars Tod ("Muerte de César") (1865)
- Der Morgen vor der Schlacht am Weißen Berg
- Die Gefangennahme der Söhne Eduards V. ("Apresamiento de los hijos de Eduardo V")
- Der Tod Alexanders des Großen ("La muerte de Alejandro el Magno")
- Die Befreiung Jerusalems durch Gottfried von Bouillon ("La liberación de Jerusalén por Gottfried von Bouillon")
- Gründung der katholischen Liga durch Herzog Maximilian I. von Bayern (Múnich, Comedor de la fundación Maximilianeum)

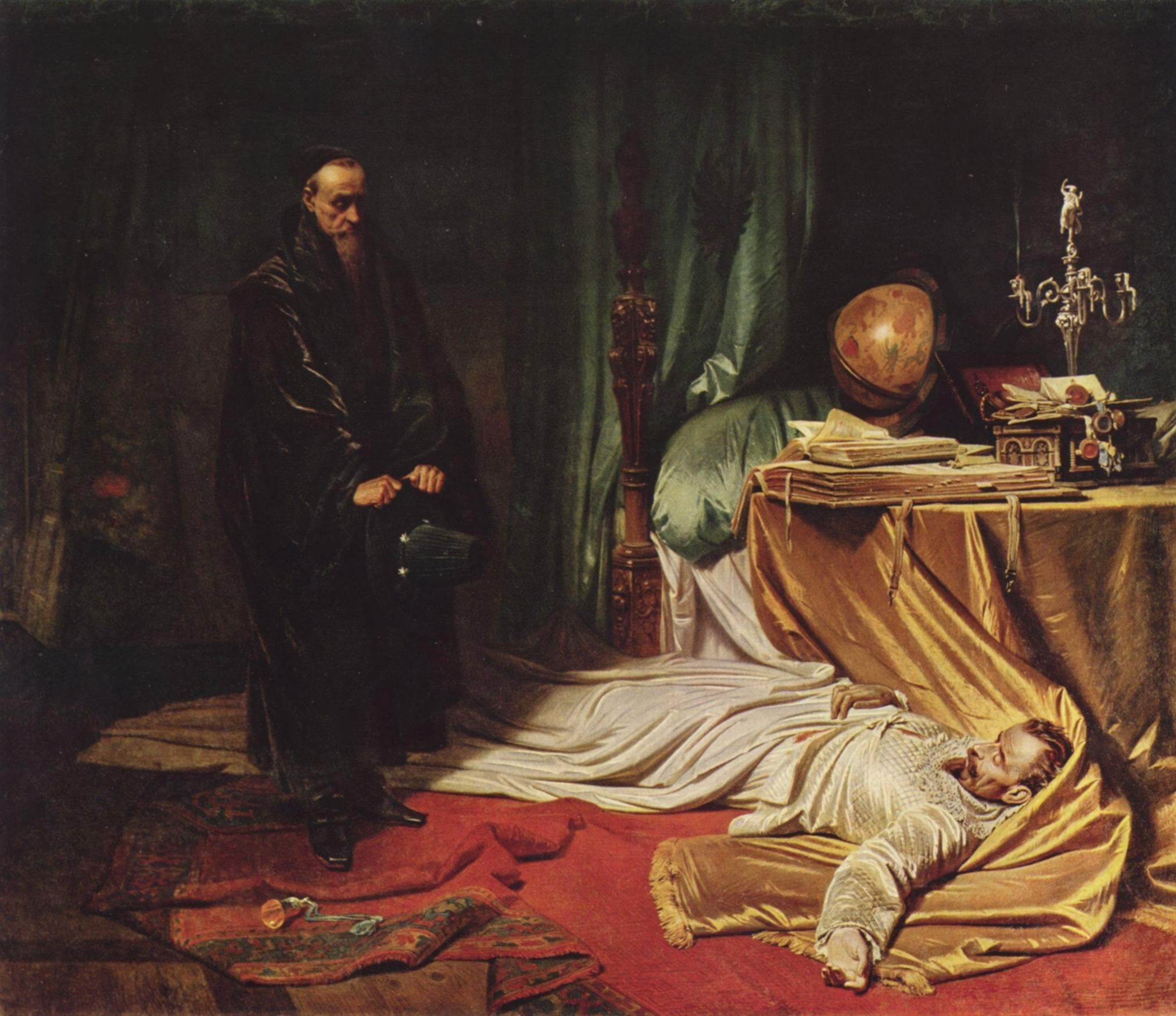
Seni junto al cadáver de Wallenstein (1855).
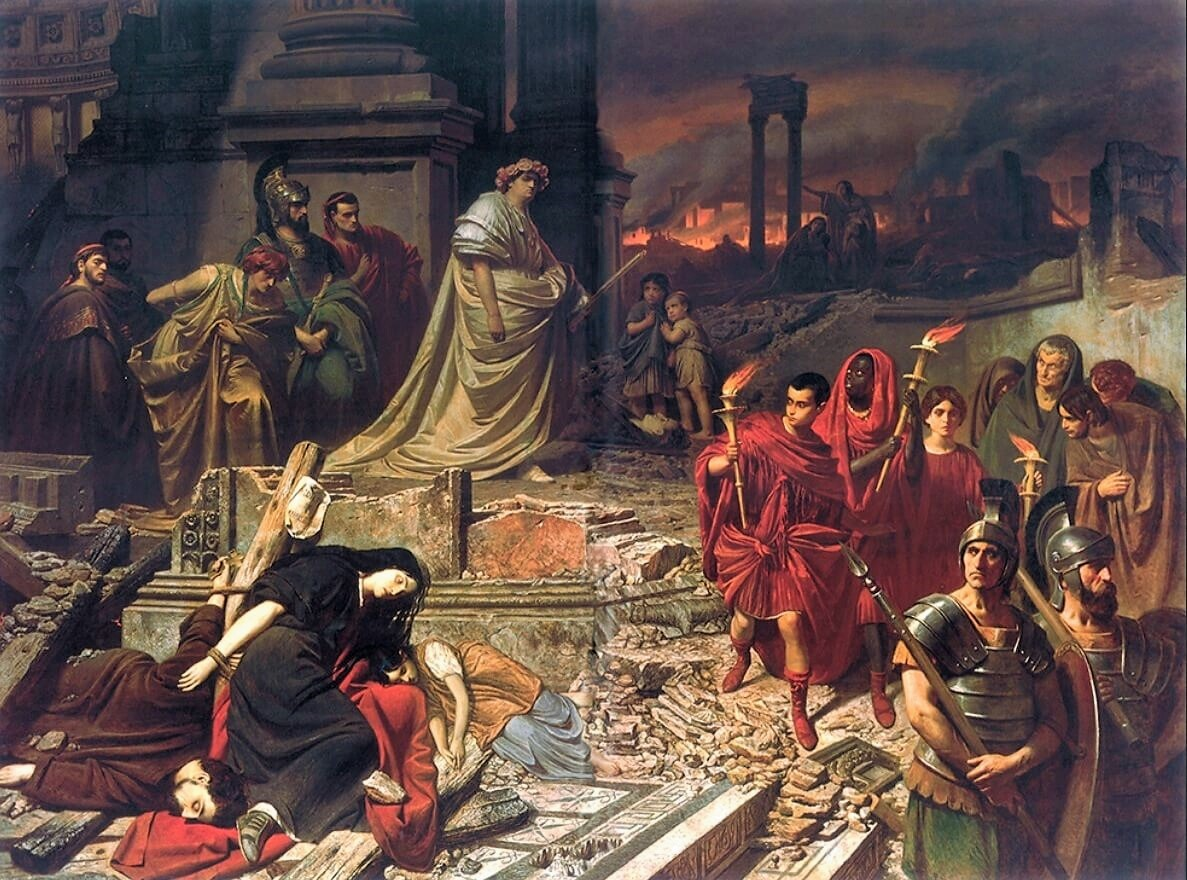
Nerón tras el incendio de Roma (1860).
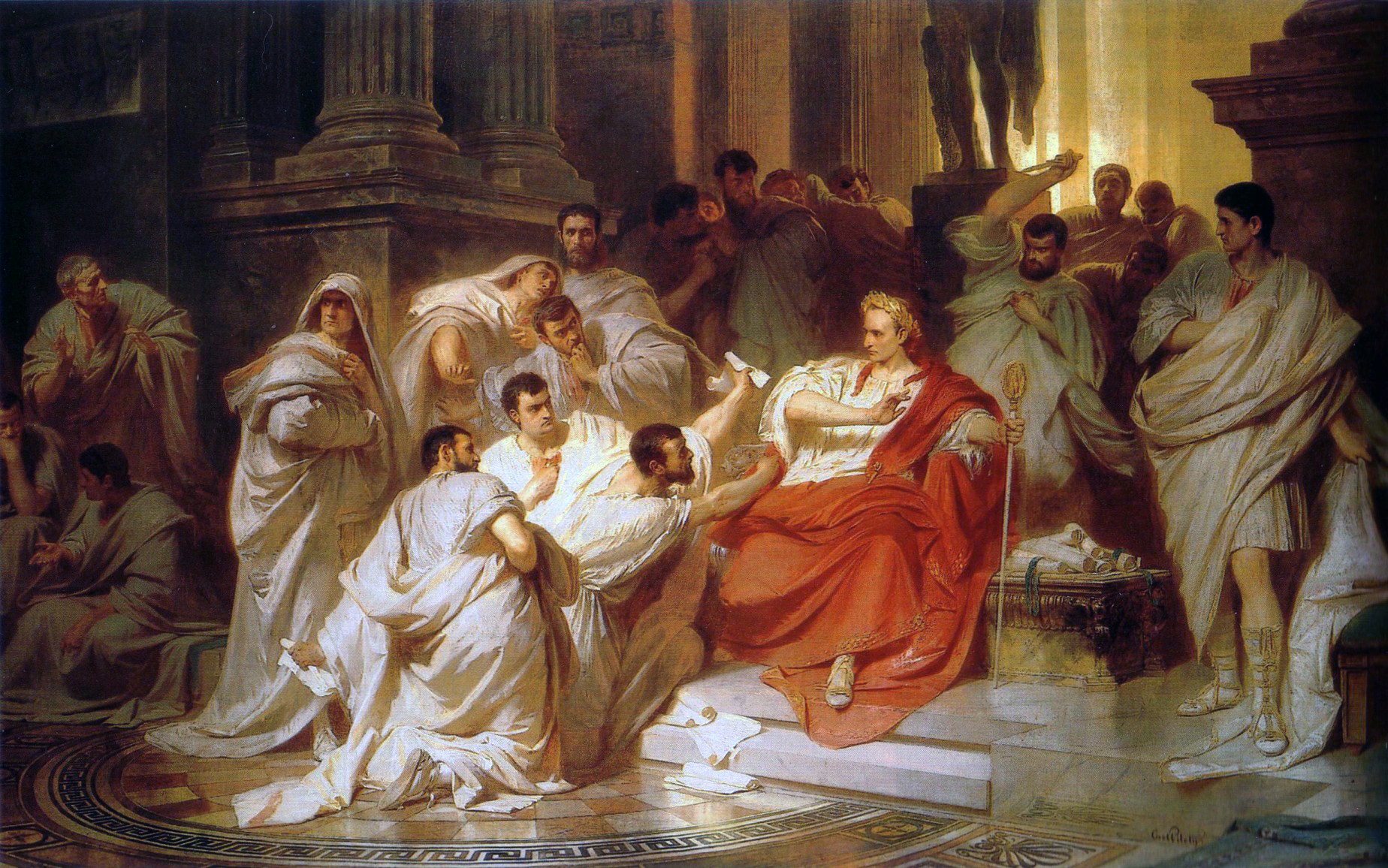
Muerte de César (1865).
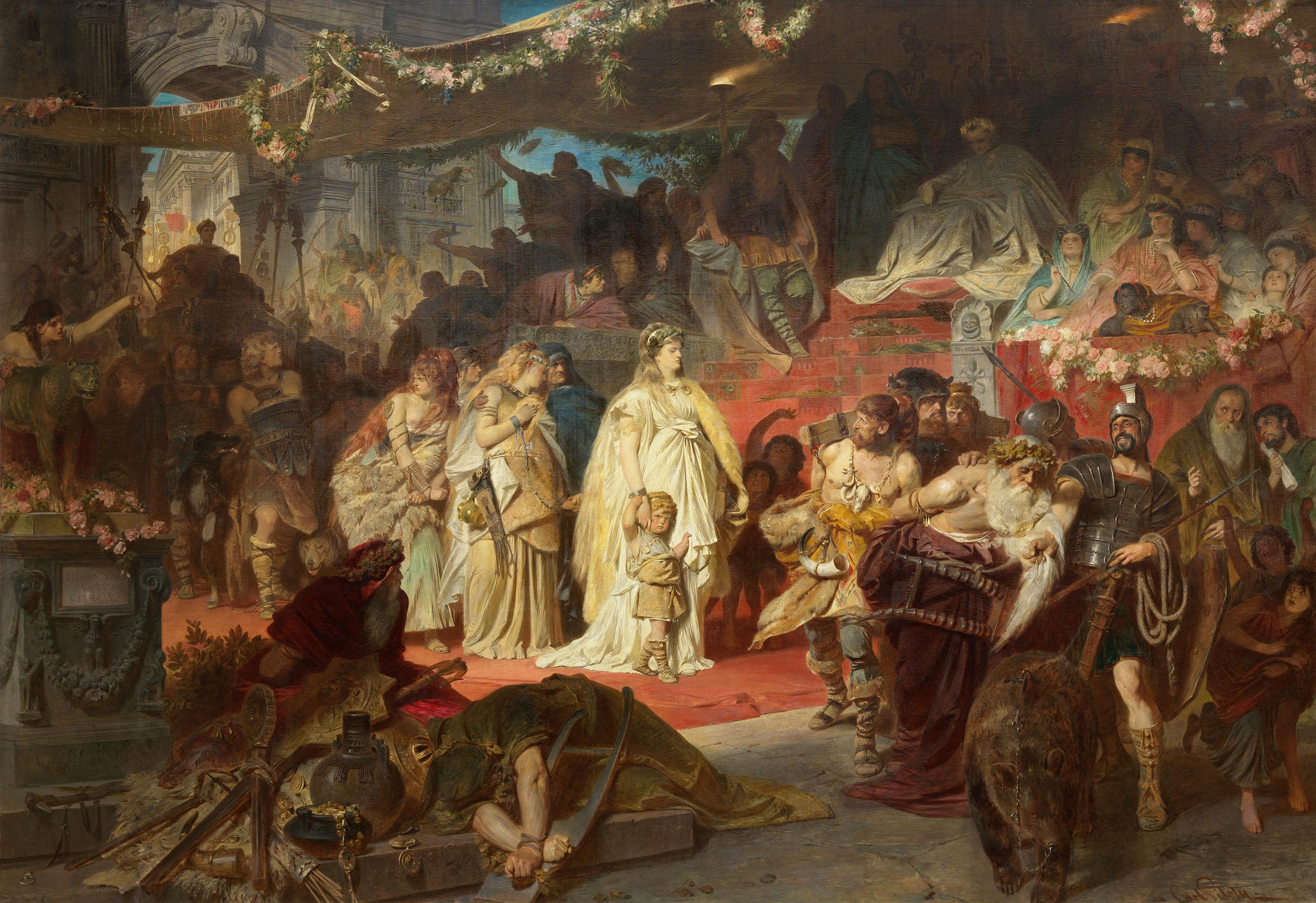
Thusnelda en el triunfo de Germánico (1873)

- Datos: Q505758
- Multimedia: Carl Theodor von Piloty / Q505758